# علی خرمتایی
ملا علی خرمتایی فرزند عبیدالله متولد ۱۳۰۴ در خرمتا که در سال ۱۳۶۳ با کسب ( ۲۴۲۷۷ از ۴۰۶۶۸) ۵۹/۷ درصد آرا به نمایندگی مردم شهرستان های بانه و سقز در دوره ی دوم مجلس شورای اسلامی انتخاب شدند.

## جستارهای ویژه
- فهرست نمایندگان دوره دوم مجلس شورای اسلامی